# Іржарський сільський округ
Іржа́рський сільський округ (каз. Иіржар ауылдық округі, рос. Иржарский сельский округ) — адміністративна одиниця у складі Мактааральського району Туркестанської області Казахстану. Адміністративний центр — село Шапагат.
Населення — 10527 осіб (2021; 10165 у 2009, 8182 у 1999, 7588 у 1989).
Станом на 1989 рік існувала Свердловська сільська рада (села 15 літ Казахської РСР, Абай, Красний Авангард, Махтажан, Маяк, Перше Мая, Побєда, Рахімово, Свердлово).

## Склад
До складу округу входять такі населені пункти:
| Населений пункт | Колишні назви         | Населення, осіб (1989) | Населення, осіб (1999) | Населення, осіб (2009) | Населення, осіб (2021) |
| --------------- | --------------------- | ---------------------- | ---------------------- | ---------------------- | ---------------------- |
| Азамат, село    | Красний Авангард      | 812                    | 839                    | 923                    | 1028                   |
| Азат, село      | Абай                  | 363                    | 358                    | 359                    | 359                    |
| Алаш, село      | Побєда                | 947                    | 991                    | 1367                   | 1563                   |
| Дікан, село     | Маяк                  | 2379                   | 2187                   | 2607                   | 2359                   |
| Іїржар, село    | Свердлово             | 1020                   | 1314                   | 1644                   | 1690                   |
| Мактажан, село  | Махтажан              | 966                    | 1253                   | 1641                   | 1937                   |
| Науриз, село    | Перше Мая             | 644                    | 810                    | 1117                   | 1124                   |
| Рахімово, село  | -                     | 264                    | 231                    | 268                    | 246                    |
| Шапагат, село   | 15 літ Казахської РСР | 193                    | 199                    | 239                    | 221                    |